# Staatsanwaltschaft (Deutschland)
Die Staatsanwaltschaft (StA) in Deutschland ist eine weisungsgebundene Behörde, die für die Strafverfolgung und -vollstreckung zuständig und als solche ein Teil der Exekutive ist. Sie ist in der Behörden- und Ministerialhierarchie letztlich weisungsabhängig vom Justizminister und wird Anklagebehörde genannt.

## Aufgaben
Der Staatsanwaltschaft obliegt die Leitung des Ermittlungsverfahrens („Herrin des Ermittlungsverfahrens“), die Erhebung der Anklage beim Strafgericht, die Vertretung der Anklage und nach einem Urteil im Erwachsenenstrafrecht die Strafvollstreckung. Dagegen ist bei Verurteilungen nach Jugendstrafrecht das Amtsgericht Vollstreckungsbehörde.

### Ermittlungsbehörde
Sobald die Staatsanwaltschaft durch Anzeige oder auf anderem Wege von dem Verdacht einer Straftat Kenntnis erhält, hat sie zum Zwecke der Entschließung darüber, ob öffentliche Klage zu erheben sei, die Aufgabe, den Sachverhalt zu erforschen (§ 160 StPO, Ermittlungsverfahren). Dabei soll sie Gesichtspunkte ermitteln, die für das Ermessen des Gerichts zur Bestimmung der Rechtsfolge der Tat wichtig sind. Nach § 160 Abs. 2 StPO hat die Staatsanwaltschaft „nicht nur die zur Belastung, sondern auch die zur Entlastung dienenden Umstände zu ermitteln und für die Erhebung der Beweise Sorge zu tragen“, und diese Umstände und Beweise später einer Bewertung zu unterziehen. Daher bezeichnete der spätere Generalstaatsanwalt beim Kammergericht, Hugo Isenbiel, sie im Dezember 1900 in einem Strafprozess als „objektivste Behörde der Welt“. In die Fachliteratur führt der Strafrechtslehrer Franz von Liszt diese Bezeichnung 1901 ein, jedoch verneinend, indem er entgegenhält, dass die Staatsanwaltschaft weisungsgebunden sei, siehe Originalzitat. Sie findet noch heute Verwendung, wobei sie meist wie bei Liszt einen ironischen Ton erhält.
Zur Wahrnehmung dieser Aufgabe hat die Staatsanwaltschaft die Befugnis, von allen Behörden Auskunft zu verlangen und Ermittlungen jeder Art selbst vorzunehmen oder von Behörden und Beamten der Polizei vornehmen zu lassen. Einige Standardbefugnisse der Staatsanwaltschaft sind in der Strafprozessordnung (StPO) besonders geregelt. Für viele Maßnahmen wird jedoch eine Eingriffsermächtigung, ein (ermittlungs-)richterlicher Beschluss benötigt. Dies gilt insbesondere für Ermittlungsmaßnahmen, die Grundrechte beschränken, wie etwa die Wohnungsdurchsuchung, den Erlass eines Haftbefehls oder die Überwachung der Telekommunikation. Im Rahmen des Ermittlungsverfahrens wird gegenüber der Polizei auf Anfrage bzw. Anordnung auch die Höhe der Sicherheitsleistung festgesetzt. Die Bediensteten der Staatsanwaltschaft sind in besonderen Fällen auch im Außendienst tätig, z. B. bei Durchsuchungen größeren Ausmaßes oder größerer Bedeutung oder bei schweren Kriminalfällen.
Da die Staatsanwaltschaft so gut wie keine eigenen Organe zur Durchführung von Ermittlungsmaßnahmen hat, wird von ihr bisweilen als „Kopf ohne Hände“ gesprochen. Die erforderliche „Handarbeit“ wird von Beamten anderer Strafverfolgungsbehörden, insbesondere der Polizei, als Ermittlungspersonen der Staatsanwaltschaft, geleistet (§ 152 Gerichtsverfassungsgesetz). In der Praxis ist es so, dass die Polizei in den Fällen der Klein- und mittleren Kriminalität innerhalb einer Frist von etwa zehn Wochen Ermittlungen durchführt und die Akten dann der Staatsanwaltschaft mehr oder weniger fertig ermittelt vorlegt. Diese entscheidet dann, ob weitere Ermittlungen notwendig sind oder ob sie abgeschlossen sind und die Sache eingestellt oder Anklage erhoben wird. In einem Ermittlungsverfahren, das von Ermittlungspersonen betrieben wird, obliegt ihr die Sachleitungsbefugnis („Herrin des Verfahrens“).
Im Steuerstrafverfahren ist die Aufgabe der Staatsanwaltschaft weniger deutlich, weil Finanzamt, Hauptzollamt, Familienkasse oder Bundeszentralamt für Steuern Aufgaben der Strafverfolgung wahrnehmen.

#### Ermittlungspflicht bei Anfangsverdacht
Nach dem Legalitätsprinzip ist die Staatsanwaltschaft beim Vorliegen eines Anfangsverdachts gem. § 152 Abs. 2 StPO zur förmlichen Einleitung eines Ermittlungsverfahrens verpflichtet. Die Staatsanwaltschaft hat hierbei den zur Anzeige gebrachten Sachverhalt von Amts wegen aufzuklären.

#### Anspruch auf eine effektive Strafverfolgung
Bei erheblichen Straftaten gegen höchstpersönlichen Rechtsgüter besteht ausnahmsweise ein Anspruch auf Strafverfolgung Dritter.

### Anklagebehörde
Kommt die Staatsanwaltschaft durch ihre Ermittlungen zu der Überzeugung, dass ein hinreichender Tatverdacht gegen den Beschuldigten besteht, reicht sie eine Anklageschrift beim zuständigen Gericht ein (Legalitätsprinzip). Andernfalls stellt die Staatsanwaltschaft das Verfahren ein. Die Staatsanwaltschaft kann jedoch, teilweise nur mit Zustimmung des Gerichts, von der Erhebung der öffentlichen Klage absehen, auch wenn die Ermittlungen genügend Anlass zur Anklageerhebung böten, falls verschiedene in der Strafprozessordnung näher erläuterte Gesichtspunkte schwerer wiegen als das öffentliche Interesse an der Strafverfolgung (Opportunitätsprinzip).
Entgegen einer verbreiteten Meinung ist die Staatsanwaltschaft nicht gezwungen, unter allen Umständen eine Verurteilung des Angeklagten anzustreben. Sie hat vielmehr auch zugunsten des Beschuldigten bzw. Angeklagten zu ermitteln. Sie ist keine Partei im Strafprozess und arbeitet weder mit dem Gericht zusammen noch gegen den Angeklagten oder seinen Verteidiger.
In der Anklageschrift legt die Staatsanwaltschaft den strafprozessualen Verhandlungsgegenstand fest (§ 200 StPO), der der gerichtlichen Beurteilung zugrunde gelegt werden soll (Immutabilitätsprinzip).
In dem gerichtlichen Verfahren, das sich an die Anklageerhebung anschließt (Zwischen- und Hauptverfahren), ist die Staatsanwaltschaft zwingende Verfahrensbeteiligte.

### Vollstreckungsbehörde
Die Staatsanwaltschaft ist gemäß § 451 StPO und § 4 Strafvollstreckungsordnung (StVollstrO) auch Vollstreckungsbehörde. In dieser Funktion überwacht sie die Vollstreckung rechtskräftiger Strafurteile. Dazu gehört die Überwachung der Zahlung von Geldstrafen und Zahlungsauflagen. Sie lädt Personen, die zu einer Freiheitsstrafe verurteilt wurden, sich aber noch auf freiem Fuß befinden, zum Haftantritt nach § 27 StVollstrO. Sie prüft, ob dieser Ladung Folge geleistet wurde, und erlässt gegebenenfalls einen Vorführungs- oder Haftbefehl nach § 33 StVollstrO. Sie überwacht nach § 36 StVollstrO, dass Art und Dauer der Strafhaft dem Urteil entsprechen. Sie kümmert sich nach §§ 60 ff. StVollstrO um die Einziehung und Verwertung oder Vernichtung von Tatwaffen, Diebesgut und Ähnlichem.
Nach einem Beschluss des Europäischen Gerichtshofs aus dem Jahr 2019 dürfen deutsche Staatsanwaltschaften wegen ihrer Weisungsgebundenheit keine europäischen Haftbefehle mehr ausstellen, dies erfolgt nunmehr durch einen Richter.

### Aufgaben außerhalb des Strafrechts
In Ordnungswidrigkeitenverfahren nach § 115 des Gesetzes über Ordnungswidrigkeiten (Verkehr mit Gefangenen) und § 20 Rechtsdienstleistungsgesetz (unerlaubte Rechtsdienstleistung und Ähnliches) ist die Staatsanwaltschaft die zuständige Verwaltungsbehörde nach § 36 OWiG.
In Zivilsachen wirkt die Staatsanwaltschaft bei den Verfahren zur Todeserklärung nach §§ 16 Abs. 2, 22, 30 Abs. 1 Verschollenheitsgesetz im Rahmen der Freiwilligen Gerichtsbarkeit mit. Außerdem vertritt die (General-)Staatsanwaltschaft teilweise Bund und Länder in Zivilprozessen gegen den Justizfiskus. In Ehesachen ist die Mitwirkung seit 1. Juli 1998 entfallen.

## Organisation
Rechtsgrundlagen für die Arbeit der Staatsanwaltschaft sind in erster Linie die StPO und das Gerichtsverfassungsgesetz (GVG). Diese statten die Staatsanwaltschaft zur Erfüllung ihrer Aufgaben mit weitreichenden Befugnissen aus. Die Beamten, die diese besonderen Aufgaben und Befugnisse wahrnehmen, sind der Generalbundesanwalt, Bundesanwälte, Staatsanwälte, Amtsanwälte und ggf. Rechtsreferendare.

### Örtliche Zuständigkeit
Die Staatsanwaltschaften haben ihren Sitz dort, wo auch die Landgerichte, die Oberlandesgerichte (dort mit der Bezeichnung Generalstaatsanwaltschaft) und der Bundesgerichtshof (dort mit der Bezeichnung Bundesanwaltschaft) bestehen. Gewöhnlich ist jede Staatsanwaltschaft gemäß § 143 Abs. 1 GVG für die Verfolgung aller Straftaten zuständig, die „im Bezirk des Gerichts […], für das sie bestellt sind“, begangen wurden. Der örtliche Zuständigkeitsbezirk der jeweiligen Staatsanwaltschaft ist identisch mit dem Zuständigkeitsbezirk des jeweiligen Landgerichts. Der Zuständigkeitsbezirk einer Generalstaatsanwaltschaft ist identisch mit dem Bezirk des jeweiligen Oberlandesgerichts. Abweichend davon erstreckt sich der örtliche Zuständigkeitsbezirk von Schwerpunkt-Staatsanwaltschaften (siehe unten) für die entsprechende Deliktsart über mehrere Landgerichtsbezirke hinweg, in Ausnahmefällen sogar über mehrere Bundesländer hinweg.

### Weisungsrecht durch Exekutive
Die Staatsanwaltschaft ist ein Organ der Exekutive (Regierung mit vollziehender Gewalt) und damit kein Teil der davon unabhängigen Judikative (Rechtsprechung durch Richter). Sie ist, im Gegensatz zu den Gerichten, mit Beamten besetzt und hierarchisch gegliedert. An ihrer Spitze steht auf Landesebene an den Landgerichten ein Leitender Oberstaatsanwalt. Die Leitenden Oberstaatsanwälte der einzelnen Staatsanwaltschaften sind einem Generalstaatsanwalt an den Oberlandesgerichten unterstellt. Für die Dienstaufsicht und sämtliche Verwaltungsangelegenheiten im Bereich der Staatsanwaltschaften ist der jeweilige Landesjustizminister zuständig. Innerhalb dieser Hierarchie bestehen von unten nach oben Berichtspflichten sowie von oben nach unten Weisungsbefugnisse. Dabei ist der Weisungsgebende nicht an die Schriftform gebunden.
Die unterschiedlichen Auffassungen zum Umfang des Weisungsrechts sind bei der Entlassung von Generalbundesanwalt Harald Range erneut deutlich geworden.
Auf Bundesebene besteht die Bundesanwaltschaft. Die Bundesanwälte unterstehen dem Generalbundesanwalt. Dieser ist wiederum dem Bundesjustizministerium unterstellt. Das Weisungsrecht besteht nur jeweils auf Bundes- oder Landesebene, sodass die Landesebene nicht von der Bundesebene weisungsabhängig ist.

### Einrichtungen
Gemäß § 141 GVG soll an jedem Gericht eine eigene Staatsanwaltschaft bestehen. Tatsächlich sind Staatsanwaltschaften aber fast ausschließlich bei den Landgerichten eingerichtet worden. Sie sind dort für das Landgericht selbst sowie für die Amtsgerichte dieses Landgerichtsbezirks zuständig. Ausnahmen finden sich in Berlin und in Frankfurt am Main, wo besondere Amtsanwaltschaften bei den Amtsgerichten eingerichtet worden sind.
Als Staatsanwaltschaft des Bundes beim Bundesgerichtshof steht die Bundesanwaltschaft unter der Leitung des Generalbundesanwalts.

### Innere Organisation
Die innere Organisation der Staatsanwaltschaften in den Ländern richtet sich nach den jeweiligen „Anordnungen über die Organisation und den Dienstbetrieb der Staatsanwaltschaften“ (OrgStA), die Gemeinsamkeiten, aber auch landesspezifische Besonderheiten aufweisen. Danach sind die Staatsanwaltschaften bei den Landgerichten in verschiedene Abteilungen gegliedert; sehr große Behörden verfügen über Hauptabteilungen, deren Größe kleinen Behörden entspricht. Jede Abteilung hat einen Oberstaatsanwalt als Abteilungsleiter, gegebenenfalls einen oder mehrere Gruppenleiter und, je nach Größe des Aufgabengebietes, eine unterschiedliche Anzahl von Staatsanwälten.
Die Zuständigkeiten der Abteilungen bestimmen sich zumeist nach den dort zu bearbeitenden Deliktsgruppen. Es gibt Spezialabteilungen wie eine Abteilung für Kapitaldelikte, eine Abteilung zur Verfolgung von Wirtschaftskriminalität, eine Abteilung, die sich ausschließlich mit der Verfolgung von Straftaten Jugendlicher und Heranwachsender beschäftigt und eine oder mehrere Abteilungen zur Verfolgung sogenannter „Allgemeiner Strafsachen“, also aller Delikte, die nicht in die Zuständigkeit einer der Spezialabteilungen fallen.
Innerhalb der Abteilungen führt jeder Staatsanwalt ein eigenes Dezernat. Die Verfahren werden den Dezernenten nach einem Geschäftsverteilungsplan durch den Abteilungsleiter zugeteilt und dann grundsätzlich in eigener Zuständigkeit, aber weisungsgebunden bearbeitet. Daneben sind Rechtspfleger, Geschäftsstellenbeamte, Schreibkräfte und Wachtmeister in einer Staatsanwaltschaft tätig.
In Deutschland treten Staatsanwälte und Sitzungsvertreter in Robe und mit einer weißen Krawatte oder Fliege auf. Hintergrund für die Krawattenfarbe ist ein Brauch aus dem 18. Jahrhundert, wo die weiße Krawatte besonders mutige Staatsanwälte symbolisieren sollte, die sich trauten, mit reinem Gewissen einer oft blutigen Hinrichtung aus nächster Nähe beizuwohnen.

## Schwerpunktstaatsanwaltschaften
Für bestimmte Deliktstypen kann die Zuständigkeit gemäß § 143 Abs. 4 GVG über den Bezirk eines Land- oder Oberlandesgerichts hinaus auf eine sogenannte deliktspezifische Schwerpunktstaatsanwaltschaft übertragen werden. Zweck der Einrichtung von Schwerpunktstaatsanwaltschaften ist unter anderem die Spezialisierung auf die Verfolgung von Deliktstypen, die besondere Sachkenntnis verlangen, wie zum Beispiel Wirtschaftsstrafsachen, SED-Unrecht, den Gesundheitsbereich, oder wie 2013 gefordert für international organisierte Wettmanipulation oder Computerkriminalität.
Die fünf neuen Länder richteten nach der Wiedervereinigung zu Beginn der neunziger Jahre Schwerpunktstaatsanwaltschaften für das SED-Unrecht ein, die wegen drastischer Personalnot die tausenden Verfahren jedoch nicht aufklären konnten. In Sachsen stellten die Justizbehörden ihre Arbeit schon 2001 ein, in Brandenburg, Mecklenburg-Vorpommern und Sachsen-Anhalt im Jahr 2002, Thüringen 2003 und der letzte SED-Unrechtsprozess wurde am 14. Juni 2005 vom Bundesgerichtshof entschieden.
Schwerpunktstaatsanwaltschaften gibt es in folgenden Ländern: Baden-Württemberg, Bayern, Brandenburg, Hessen, Mecklenburg-Vorpommern, Niedersachsen, Nordrhein-Westfalen, Rheinland-Pfalz, Sachsen-Anhalt, Schleswig-Holstein, Thüringen.
- In Baden-Württemberg gibt es Schwerpunktstaatsanwaltschaften für Wirtschaftskriminalität in Stuttgart und Mannheim. In Freiburg befindet sich die bundesweit zweite Schwerpunktstaatsanwaltschaft zur Verfolgung von Dopingstraftaten.[13]
- Bayern hat 2009 in München die erste Schwerpunktstaatsanwaltschaft für Dopingdelikte gegründet. Die Staatsanwaltschaft München I ist überdies eine Schwerpunktstaatsanwaltschaft zur Verfolgung von Wirtschaftsstrafsachen.[14] Seit 2010 ist die Staatsanwaltschaft Kempten für Verfolgung aller Straftaten zuständig, die von Soldaten mit Wohnsitz in Bayern im Auslandseinsatz begangen wurden.[15] Seit 2012 ist Kempten sogar für alle entsprechenden Fälle aller 16 Bundesländer zuständig.[16] In Würzburg sowie in Regensburg befindet sich darüber hinaus jeweils eine Schwerpunktstaatsanwaltschaft für Steuer- und Wirtschaftsdelikte.
- Brandenburg hat seit dem 11. Dezember 2000 eine Schwerpunktstaatsanwaltschaft für die Verfolgung von Korruptionsdelikten in Neuruppin.[17] Ferner ist die Staatsanwaltschaft Cottbus eine Schwerpunktstaatsanwaltschaft für Computerkriminalität, die Staatsanwaltschaft Frankfurt (Oder) eine solche für Grenzkriminalität, Organisierte Kriminalität und Geldwäsche und die Staatsanwaltschaft Potsdam eine solche für Wirtschaftsstrafsachen.
- In Hessen gibt es in Frankfurt am Main seit dem 19. August 2010 eine „Schwerpunktstaatsanwaltschaft für Wirtschafts- und Umweltstrafsachen“ mit 83 Mitarbeitern.
- Mecklenburg-Vorpommern hat 1993 Schwerpunktstaatsanwaltschaften für Wirtschaftsstrafsachen bei der Staatsanwaltschaft Schwerin und der Staatsanwaltschaft Rostock eingerichtet.[18] 1994 ist die Zuständigkeit der beiden Schwerpunktstaatsanwaltschaften um Verfahren wegen Geldwäsche erweitert worden.[19] Die Staatsanwaltschaft Rostock erhielt in der Folgezeit außerdem die Schwerpunktzuständigkeit zur Bekämpfung der Informations- und Kommunikationskriminalität sowie zur Bekämpfung von Terrorismus und Extremismus.[20] 2020 sind bei den insgesamt vier Staatsanwaltschaften des Landes weitere Schwerpunktzuständigkeiten eingerichtet worden: Bei der Staatsanwaltschaft Rostock zur Bekämpfung von Straftaten im Gesundheitswesen, bei der Staatsanwaltschaft Stralsund zur Bekämpfung von organisiert und bandenmäßig begangenen Eigentums- und Vermögensdelikten, bei der Staatsanwaltschaft Neubrandenburg für Wehrstrafsachen und bei der Staatsanwaltschaft Schwerin zur Bekämpfung von Straftaten betreffend Land- und Forstwirtschaftssachen.[21] Die Zuständigkeit für Geldwäscheverfahren, die seit 1994 bei den Wirtschafts-Schwerpunktstaatsanwaltschaften in Schwerin und Rostock bestanden hatte (s. oben), ist 2024 wieder an die nach allgemeinen Regeln zuständigen Staatsanwaltschaften zurückverlagert worden.[22]
- Niedersachsen hat seit 2002 eine Zentralstelle für Landwirtschaftsstrafsachen (Lebensmittel, Tierschutz und Tierfutter) in Oldenburg, eine Schwerpunktstaatsanwaltschaft für Wirtschaftsstrafsachen in Stade[23] und seit dem 1. Januar 2012 drei Schwerpunktstaatsanwaltschaften für Internetkriminalität in Göttingen, Osnabrück und Verden.[24] In Hannover befindet sich die Schwerpunktstaatsanwaltschaft für Kinderpornographie sowie in Verden, Osnabrück, Hannover und Braunschweig weitere solche zur Bekämpfung von Korruption.[25] Die Staatsanwaltschaft Aurich ist zum 1. Januar 2012 zur Schwerpunktstaatsanwaltschaft für Betäubungsmittelstrafsachen bestimmt worden.[26]
- In Nordrhein-Westfalen gibt es seit 1968 vier Schwerpunktstaatsanwaltschaften für Wirtschafts- und Medizinkriminalität in Bielefeld, Bochum, Düsseldorf und Köln, danach auch in Wuppertal.[27] Die Staatsanwaltschaft Dortmund bildet eine Schwerpunktstaatsanwaltschaft für Verbrechen zu Zeiten des Nationalsozialismus.
- Rheinland-Pfalz hat zwei „Zentralstellen für Wirtschaftsstrafsachen“ im Sinne des § 74c GVG in Koblenz und Zweibrücken, sowie die sog. „Landeszentralstelle für Wein- und Lebensmittelstrafsachen“ in Bad Kreuznach, in der ein Oberstaatsanwalt, vier Staatsanwälte, eine Wirtschaftsfachkraft und zwei Geschäftsstellenkräfte tätig sind.
- Sachsen-Anhalt hat eine Schwerpunktstaatsanwaltschaft für Organisierte Kriminalität und Internetstraftaten in Halle.
- Schleswig-Holstein hat eine Schwerpunktstaatsanwaltschaft für die Verfolgung von Korruptionsdelikten in Kiel eingerichtet.[28] Ferner existieren Schwerpunktstaatsanwaltschaften für Wirtschaftsdelikte in Kiel und Lübeck sowie eine Schwerpunktstaatsanwaltschaft Cybercrime mit Sitz in Itzehoe.[29]
- In Thüringen gibt es Schwerpunktstaatsanwaltschaften zur Bekämpfung von Vermögensstraftaten im Gesundheitswesen.[30] Die Staatsanwaltschaft Mühlhausen ist ferner eine Schwerpunktstaatsanwaltschaft für Computerkriminalität.[31]

## Generalstaatsanwaltschaft
Den Staatsanwaltschaften übergeordnet sind als Mittelbehörde die Generalstaatsanwaltschaften, die bei den Oberlandesgerichten eingerichtet sind.
Die Generalstaatsanwaltschaften üben unter anderem die Dienst- und Fachaufsicht über die Staatsanwaltschaften ihres Bezirks aus (§ 147 Nr. 3 GVG). Zum Beispiel überprüfen sie auf eine Beschwerde die Einstellungsbescheide der Staatsanwaltschaften (Klageerzwingungsverfahren, § 172 StPO). Darüber hinaus nehmen sie die Aufgaben der Staatsanwaltschaft vor dem Oberlandesgericht wahr (§ 142 Abs. 1 Nr. 2 GVG), weshalb sie auch als „Staatsanwaltschaften bei dem Oberlandesgericht“ bezeichnet werden. So geben sie ihre Stellungnahmen bei Entscheidungen über Revisionen gegen Strafurteile der Amts- und Landgerichte oder über Rechtsbeschwerden gegen Bußgeldentscheidungen der Amtsgerichte sowie bei Beschwerden gegen Entscheidungen der Landgerichte und die von Amts wegen nach sechsmonatiger Untersuchungshaft vorzunehmende Haftprüfung nach § 121 f. StPO ab.
Sie vertreten in einigen deutschen Ländern auch den Staat in zivilrechtlichen Angelegenheiten im Justizbereich (Fiskalsachen).
Die Generalstaatsanwaltschaften unterstehen dem Landesjustizministerium.

## Geschichte
In den deutschsprachigen Gebieten waren bis zum Ende des Heiligen Römischen Reiches Strafverfahren als Inquisitionsprozesse organisiert und die Richter gleichzeitig Vertreter der Ermittlungsbehörden. In der Franzosenzeit wurden in den französisch besetzten Gebieten und Teilen der Rheinbundstaaten die Cinq codes eingeführt. Die enthaltene Strafprozessordnung führte zu einer Einführung von Staatsanwaltschaften. Die Staatsanwälte wurden als Generalprokurator, Oberprokurator oder Staatsprokurator bezeichnet. Auch nach dem Ende der Franzosenzeit blieb das französische Rechtssystem in vielen linksrheinischen Gebieten, darunter der preußischen Rheinprovinz in Kraft.
Im restlichen Gebiet Preußens blieb es beim alten System ohne Staatsanwaltschaft, was kontrovers diskutiert wurde: Die Zahl der Strafverfahren stieg zwischen 1822 und 1840 in Preußen von rund 64.000 auf über 252.000 an. Eine Entlastung der Gerichte war daher notwendig. Zugleich bestand der Wunsch des Staates auf das Ermittlungsverfahren Einfluss nehmen zu können. Mit dem Amtsantritt von Friedrich Carl von Savigny 1842 als preußischer „Minister für Revision der Gesetzgebung“ wurde eine Justizreform angegangen. Der Preußische Staatsrat nahm Savignys Vorlage positiv auf. Mit Gesetz vom 17. Juli 1846 wurde für den Bezirk des Berliner Kammergerichts die Neuordnung umgesetzt. So kam die neu eingeführte Staatsanwaltschaft unter anderem erstmals im sogenannten Polenprozess von 1847 zum Einsatz. Mit Gesetz vom 3. Januar 1849 wurde ihre Funktion auf ganz Preußen ausgedehnt. Damit wurden zum 1. April 1849 überall in Preußen Staatsanwaltschaften gebildet. Mit den Reichsjustizgesetzen von 1877 wurden einheitlich Staatsanwaltschaften im ganzen Deutschen Reich eingeführt.

## Ambivalente Sachverhalte

### Weisungsgebundenheit
Die Weisungsgebundenheit der Staatsanwälte ermöglicht politische Einflussnahmen. In Deutschland darf ein Justizminister auf die Ermittlungen der Staatsanwälte einwirken. Bislang kann das im Verborgenen geschehen. Solche geheimen Weisungen an Staatsanwälte soll ein Gesetz nach einem Entwurf des Bundesministeriums der Justiz (BMJ) künftig unterbinden (Stand: Mai 2024). Der Entwurf sieht eine Dokumentationspflicht vor: Weisungen müssen in Textform abgesetzt und begründet werden; in eiligen Ausnahmefällen kann das am Folgetag nachgeholt werden. Bislang gibt es teilweise in den Ländern interne Richtlinien zum Weisungsrecht, eine einheitliche gesetzliche Regelung fehlt aber. Im Koalitionsvertrag der Ampel-Koalition heißt es: „Entsprechend den Anforderungen des Europäischen Gerichtshofs (EuGH) passen wir das externe ministerielle Einzelfallweisungsrecht gegenüber den Staatsanwaltschaften an.“ Der EuGH hatte 2019 auch die schriftliche Begründung einer Weisung angeregt.
Anders als Richter, die bei ihrer Amtsführung nicht an Weisungen von Vorgesetzten gebunden sind, unterstehen Staatsanwälte in Deutschland der Behörden- und Ministerialhierarchie. Damit sind sie an die Weisungen ihrer jeweiligen Vorgesetzten gebunden. Deren Befugnis umfasst sowohl Weisungen im Einzelfall (etwa das Absehen oder Einleiten von Strafverfolgungsmaßnahmen gegen eine bestimmte Person) als auch generelle Anweisungen.
Staatsanwälte können vor allem in spektakulären Fällen nicht über die Köpfe ihrer Vorgesetzten hinweg agieren.
Eine Anklageschrift muss nicht von dem jeweiligen Sitzungsvertreter der Staatsanwaltschaft in der Hauptverhandlung selbst verfasst worden sein. Dadurch ist es für die Vorgesetzten des Sitzungsvertreters grundsätzlich möglich, auf das Plädoyer des Sitzungsvertreters Einfluss zu nehmen.
Dies ermöglicht Missbrauch, indem der Justizminister als Mitglied der Exekutive Einfluss auf Vorbereitung der Entscheidungen der Judikative nimmt.
Die für die Angelegenheiten der Staatsanwälte zuständige Kommission des Deutschen Richterbundes (DRB) hatte 2015 verlangt, dieses Weisungsrecht bei Einzelfällen (im Gegensatz zu allgemeinen ministeriellen Weisungen) abzuschaffen, denn wenn Entscheidungen der Staatsanwaltschaft unter dem Verdacht politischer Einflussnahme stünden, „schwindet die rehabilitierende Wirkung der Einstellung von Ermittlungsverfahren gegen Personen, die der Politik nahe stehen; umgekehrt besteht die Gefahr, dass der Einleitung von Ermittlungen gegen missliebige Personen entgegengehalten wird, sie beruhe nicht auf rechtlichen Erwägungen, sondern werde von der Politik gesteuert.“
Vor diesem Hintergrund wurde auch kritisiert, dass die damalige Kölner Oberstaatsanwältin Anne Brorhilker vom NRW-Justizminister Benjamin Limbach wegen ihrer Ermittlungsverfahren zum CumEx-Betrug einbestellt wurde.
Andererseits wird auch die Ansicht vertreten, die Weisungsgebundenheit der Staatsanwaltschaft folge aus dem Demokratieprinzip, sie diene der Kontrolle der Exekutive, von der auch die Staatsanwaltschaft ein Teil sei. Bedenken könnten durch Einführung der Schriftform begegnet werden; dies ist bisher jedoch nicht erfolgt.

### Legalitätsprinzip
Die Überlastung und Unterfinanzierung von Staatsanwaltschaften kann eine faktische Abschaffung des Legalitätsprinzips zur Folge haben. Denn bei als geringfügig eingestuften Straftaten finden selten Ermittlungen statt. Für die Einstellung des Verfahrens werden oft nicht nachprüfbare Gründe genannt. Dadurch kann das Opportunitätsprinzip von der Ausnahme zur Regel werden. Folgen für den Rechtsfrieden sind erkennbar.